# ハンス・クルフェール
ハンス・クルフェール（Hans Cleuver、1947年5月8日 - 2018年3月4日）は、オランダのロック・ミュージシャン。1970年に結成され、国際的に成功したオランダのロック・バンドの最古参の一つであるフォーカスの初代ドラマー。

## 来歴
オランダ領東インド時代のジャカルタで生まれ、幼少期に両親と帰国してアムステルダムに住んだ。5歳でドラム・スティックを手にして、直ぐにマーチング・バンドの指導者にレッスンを受け始めた。思春期にはジャズを好んで演奏し、ジャズ・ピアニストのルイス・ヴァン・ダイク・トリオのドラマーだったジョン・エンゲルスの指導を受けた。幾つかのR&B・グループやポップ・グループに在籍した後、アムステルダム大学で心理学を学びながら、Katholieke Radio Omroep (KRO)に出演して演奏するようになった。
1969年、クルフェールはタイス・ファン・レール（キーボード、フルート、ボーカル）を招き、同じくKROに出演していたマーティン・ドレスデン（ベース）と3人で「トリオ・タイス・ファン・レール」を結成した。彼等はオランダの国民的な歌手であるラムゼス・シャフィの公演で伴奏を務めたほか、テレビやラジオのコマーシャル音楽を演奏して収入を得、やがて自分達のコンサートを開くようになった。さらに、ブレインボックス（Brainbox）のメンバーだったギタリストのヤン・アッカーマンと幾つかの演奏活動で一緒になったあと彼を迎えて、4人編成の「フォーカス」になった。彼等は1969年の秋からライブ活動を行なったほか、オランダ人によるブロードウェイ・ミュージカル『ヘアー』のアムステルダム公演の伴奏を担当した。
1970年1月、フォーカスはロンドンのスタジオでHubert Terheggenをプロデューサーに迎えて、デビュー・アルバム『Focus Plays Focus』を制作して、1970年9月にオランダで発表した（他の国では『イン・アンド・アウト・オブ・フォーカス』として発表）。クルフェールの父親のエリックが収録曲の幾つかの作詞を行なった。彼等は続いてアッカーマン作の新曲「House Of The King」を録音した。しかし、アッカーマンがファン・レールとそりが合わずにフォーカスを脱退しようとしたので、「House Of The King」のシングルを発表する予定だったレコード会社は、アッカーマンとファン・レールに一緒に活動を続けるように説得した。アッカーマンはフォーカスに留まる条件として、ブレインボックスの同僚だったピエール・ファン・デル・リンデン（ドラムス） と、かつてブレインボックスに迎えようとしたシリル・ハフェルマンス〈ベース、ボーカル）の2人をフォーカスに迎えることをあげた。そこでファン・レールはクルフェールとドレスデンに別れを告げてアッカーマン達と合流して、1970年12月に新しいフォーカスを出発させた。
フォーカスを去らざるを得なくなったクルフェールは、ビジネスに才能を発揮して、ファン・レールやアッカーマンのマネージャーを務めたほか、1982年、デン・ハーグにDrumschool Cleuverを設立して、多くのドラマーを輩出した。
1996年5月、クルフェールはファン・レール、フォーカスの3代目のベーシストのベルト・ライテルとフォーカスを復活させる計画を立てた。翌1997年4月、ギタリストのメンノ・ホーチェスを交えた4人は、ライテルの自宅にあるデジタル・オーディオ・ワークステーションを用いてデモを制作した。そして8月30日、4人は北ブラバント州でフォーカスとしてライブを行なって新作と旧作を披露。クルフェールはマネージャーを兼任した。1998年4月5日には、ファン・レールがオランダの一般社団法人ラジオ放送協会（Algemene Vereniging Radio Omroep, ARVO）の75周年の記念番組に出演して、フォーカスの復活を明言した。しかし、ライテルが復活の機は未だ熟していないと主張してファン・レールと対立して離脱し、この計画は潰れてしまった。
2018年3月4日、他界。70歳没。

## ディスコグラフィ

### トリオ・タイス・ファン・レール
Neerlands Hoop In Bange Dagen
- "Zeven Ballen En Een Piek" / "Elektrisch Levenslicht"（1969年）[13]　7"シングル

ラムゼス・シャフィ
- Sunset Sunkiss（1970年）[14]

### フォーカス
Ramses Shaffy Met Group Focus
- "The Shrine Of God" / "Watch All The Ugly"（1969年）[15]　7"シングル

Various
- Hair - The American Tribal Love-Rock Musical - Original Amsterdam Cast（1970年）[16]

フォーカス
- 『イン・アンド・アウト・オブ・フォーカス』 – In and Out of Focus (1970年) ※オランダ初回盤のタイトルはFocus Plays Focus
- 『シップ・オブ・メモリーズ-美の魔術-』 – Ship of Memories (1976年）[注釈 1][17]
- "House Of The King" / "Black Beauty"（1971年）[注釈 2]　7"シングル